# Velký Máj
Velký Máj (německy Großer Maiberg, Mai Berg) je vrchol v hlavním hřebeni Hrubého Jeseníku mezi Vysokou holí a Jelením hřbetem. S výškou 1385 m n. m. jde o 20. nejvyšší horu Česka.
Asi 3,5 km VJV od Velkého Máje se nachází spočinek (nejde o samostatný vrchol) Malý Máj.

## Externí odkazy

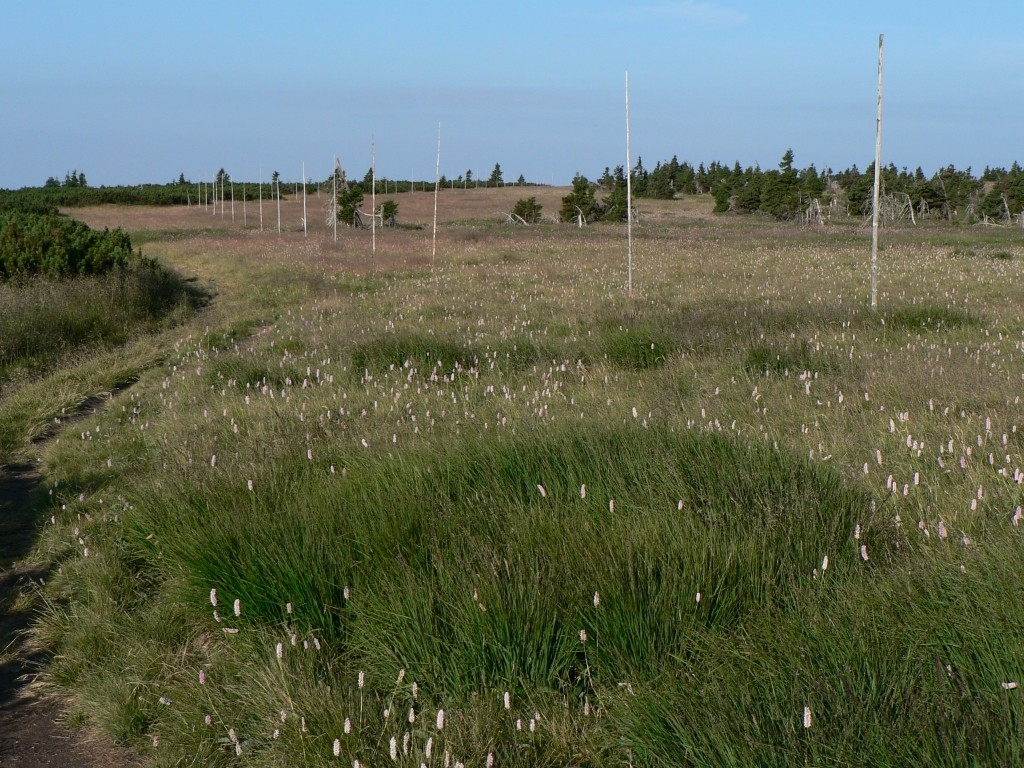
Vrcholová partie Velkého Máje